# Vishal Kaith
Vishal Kaith (Himachal Pradesh, 22 de julho de 1996) é um futebolista indiano que atua como goleiro.

## Carreira
Tendo jogado em campeonatos locais do estado de Himachal Pradesh, foi recrutado pela Associação Indiana de Futebol para jogar nas categorias Sub-16 e Sub-19 até 2011, quando foi para a AIFF Elite Academy, disputando o Campeonato Indiano Sub-19. Em 2014 foi selecionado pelo Shillong Lajong. Sua estreia profissional foi na Copa da Federação Indiana, quando o Shillong enfrentou o Salgaocar e foi eleito o melhor jogador em campo. Contra o tradicional Mohun Bagan, repetiu o feito.
Pela I-League, Kaith estreou contra o Sporting de Goa, levando um cartão vermelho por ter feito uma defesa fora da área. Na Copa da Federação, defendeu um pênalti de Sunil Chhetri no jogo contra o Bengaluru.
Em 2016 foi emprestado ao Pune City, mas não entrou em campo. Contratado em definitivo em 2017, participou de 21 jogos pelos Stallions.

## Carreira na Seleção
Após defender os times Sub-19 e Sub-23 da Índia, Kaith estreou pela seleção principal em junho de 2018, contra o Quirguistão, em jogo das eliminatórias para a Copa da Ásia de 2019,